# مرآيت تميغاط (تيندين)
مرآيت تميغاط هي إحدى مشيخات المملكة المغربية، تتبع جغرافيا لإقليم تارودانت وإداريًا لتيندين. يقدر عدد سكانها بـ 3612 نسمة حسب الإحصاء الرسمي للسكان والسكنى لسنة 2004.